# James H. Morris
James Hiram Morris (né en 1941) est professeur émérite d'informatique à Carnegie Mellon. Il est auparavant doyen de la Carnegie Mellon School of Computer Science et doyen de Carnegie Mellon Silicon Valley.

## Biographie
Originaire de Pittsburgh, Morris obtient un baccalauréat de l'Université Carnegie-Mellon, un SM en gestion de la Sloan School of Management et un doctorat en informatique du MIT.
Morris enseigne à l'Université de Californie à Berkeley, où il développe certains principes fondamentaux importants des langages de programmation : la protection inter-modules et l'Évaluation paresseuse. Il est co-découvreur de l'Algorithme de Knuth-Morris-Pratt pour la recherche de chaînes de caractères.
Pendant huit ans, il travaille au Xerox PARC (Palo Alto Research Center), où il fait partie de l'équipe qui développe le système Xerox Alto. Il dirige également le projet d'environnement de programmation Cedar.
De 1983 à 1988, Morris dirige le Centre de technologie de l'information de l'Université Carnegie-Mellon, un projet conjoint avec IBM, qui développe un prototype de système informatique universitaire, le projet Andrew. Il est le chercheur principal de deux projets de la Fondation nationale pour la science visant la communication assistée par ordinateur : EXPRES et Prep.
Il est l'un des fondateurs du Human-Computer Interaction Institute de Carnegie Mellon et de MAYA Design Group, une société de conseil spécialisée dans la conception de produits interactifs,,.
Il a écrit un mémoire, Pensées d'un informaticien réformé.

## Articles
- Donald Knuth, James H. Morris, Vaughan Pratt (1977). Fast Pattern Matching in Strings, SIAM Journal on Computing. 6 (2): 323–350
- Morris, JH, Satyanarayanan, M., Conner, MH, Howard, JH, Rosenthal, DS, et Smith, FD (1986). Andrew : a distributed personal computing environment. Communications de l'Acm, 29(3), 184-201.
- Henderson, P., et Morris, JH (1976). A lazy evaluator. Symposium ACM Sigact-Sigplan sur les principes des langages de programmation (pp. 95–103). DBLP.
- Neuwirth, CM, Kaufer, DS, Chandhok, R. et Morris, JH (1990). Issues in the design of computer support for co-authoring and commenting. Conférence de l'ACM sur le travail coopératif assisté par ordinateur (pp. 183–195). ACM.
- Geschke, CM, Morris, JH, et Satterthwaite, EH (1977). Early experience with mesa. Communications de l'Acm, 20(8), 540-553.
- Morris, J.H. (1973). Protection in programming languages. Communications de l'Acm, 16(16), 15-21.
- Neuwirth, CM, Kaufer, DS, Chandhok, R. et Morris, JH (1994). Computer support for distributed collaborative writing: defining parameters of interaction. Conférence de l'ACM sur le travail coopératif assisté par ordinateur (pp. 145–152). ACM.